# NGC 5185
NGC 5185 é uma galáxia espiral (Sb) localizada na direcção da constelação de Virgo. Possui uma declinação de +13° 24' 58" e uma ascensão recta de 13 horas, 30 minutos e 02,2 segundos.
A galáxia NGC 5185 foi descoberta em 19 de Março de 1787 por William Herschel.